# Грибова Рудня
Грибова́ Ру́дня  (до 1917 — Баранова Рудня) — село в Україні, у Добрянській селищній громаді Чернігівського району Чернігівської області. До 2019 підпорядковане Олешнянській сільській раді.

## Історія
12 червня 2020 року, відповідно до розпорядження Кабінету Міністрів України № 730-р «Про визначення адміністративних центрів та затвердження територій територіальних громад Чернігівської області», увійшло до складу Добрянської селищної громади.
19 липня 2020 року, в результаті адміністративно - територіальної реформи та ліквідації Ріпкинського району, село увійшло до складу Чернігівського району Чернігівської області.

## Населення
Згідно з переписом УРСР 1989 року чисельність наявного населення села становила 459 осіб, з яких 193 чоловіки та 266 жінок.
За переписом населення України 2001 року в селі мешкала 301 особа.

### Мова
Розподіл населення за рідною мовою за даними перепису 2001 року:
| Мова            | Кількість | Відсоток |
| --------------- | --------- | -------- |
| українська      | 287       | 95.99%   |
| російська       | 7         | 2.34%    |
| білоруська      | 3         | 1.00%    |
| інші/не вказали | 2         | 0.67%    |
| Усього          | 299       | 100%     |

## Уродженці
- Железняк Омелян Самійлович (1909—1963) — заслужений майстер народної творчості, кераміст[6].
- Ржанський Василь Васильович (1922—2002) — повний кавалер ордена Слави.

## Транспорт
1 км на схід від села знаходиться залізнична станція "Грибова Рудня". Щодня курсують електрички Чернігів-Горностаївка, як правило, вранці із Чернігова, а ввечері до Чернігова.
1 км на захід від села проходить траса Чернігів-Нові Яриловичі, а далі — до Гомеля.

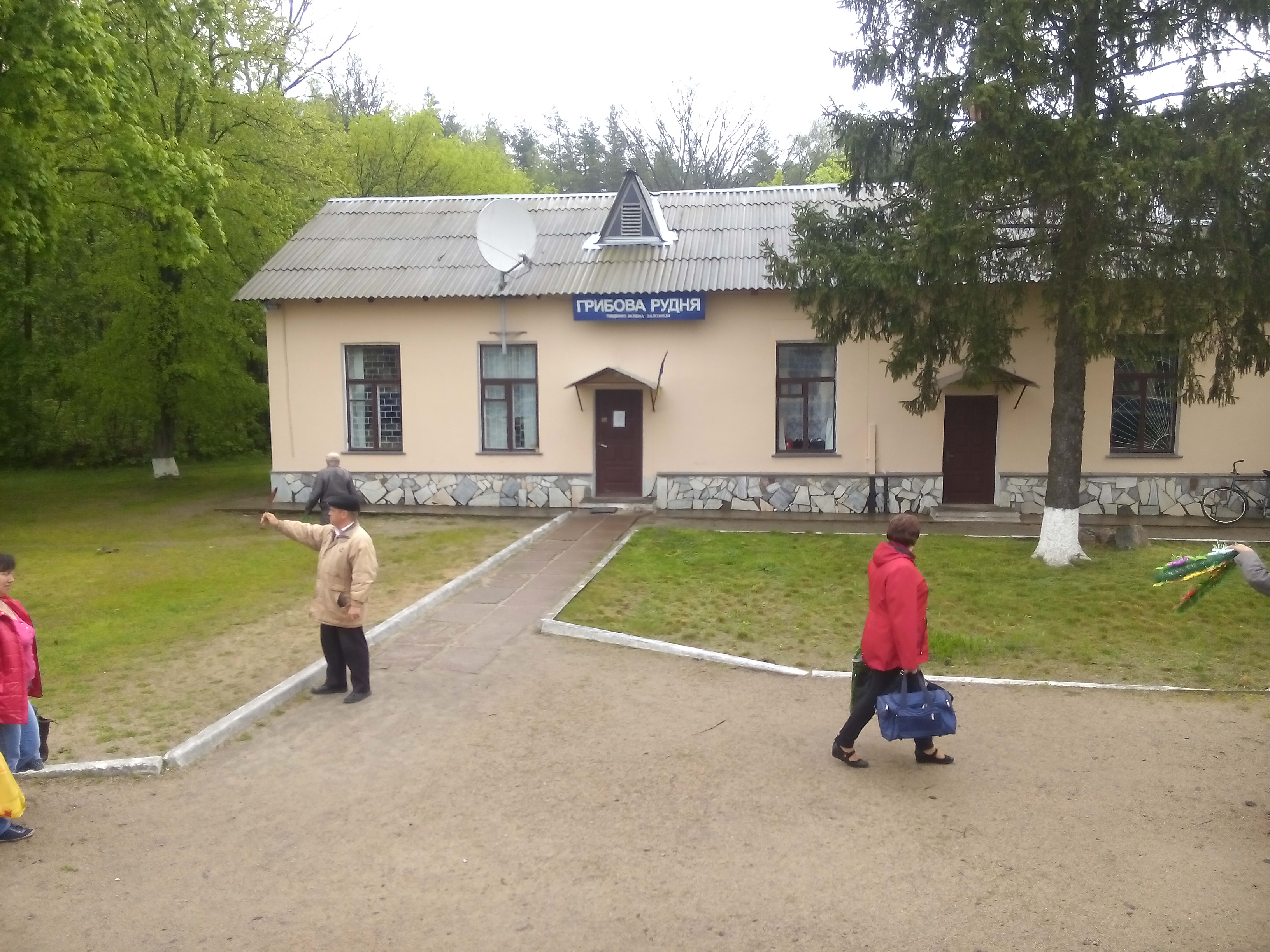
Станція "Грибова Рудня" у травні 2016